# Lost Echo
Lost Echo ist ein Point-and-Click-Adventure, das vom griechischen Studio KickBack Studios entwickelt und veröffentlicht wurde. Es erschien im Oktober 2013 für iOS und Windows Phone, später auch für Android.

## Handlung
Lost Echo spielt in der nahen Zukunft. Der Spieler übernimmt die Rolle von Gregory, dessen Freundin Chloe unter mysteriösen Umständen verschwindet. Gregory stellt schockiert fest, dass sich niemand an Chloe erinnern kann. Zudem sind alle Bilder von ihr verschwunden – es ist, als habe sie nie existiert. Verzweifelt versucht Gregory, das Verschwinden seiner Freundin aufzuklären.

## Spielprinzip und Technik
Lost Echo ist ein 3D-Point-and-Click-Adventure. Aus Polygonen zusammengesetzte, dreidimensionale Figuren agieren in ebenfalls dreidimensionalen Kulissen. Das Spiel wechselt dabei zwischen Egoperspektive und Third-Person-Perspektive hin und her. Durch Antippen von Objekten auf dem Bildschirm des Spielgeräts kann der Spieler seine Spielfigur durch die Örtlichkeiten bewegen und Aktionen einleiten, die den Spielcharakter mit seiner Umwelt interagieren lassen. Gregory kann so Gegenstände finden, sie auf die Umgebung oder andere Gegenstände anwenden und mit NPCs kommunizieren. Für die Kommunikation werden vom Spiel Themen vorgegeben, von denen nach dem Single-Choice-Verfahren eines ausgewählt werden kann. Mit fortschreitendem Handlungsverlauf werden weitere Orte freigeschaltet.

### Soundtrack
Der Soundtrack stammt von KickBack-Gründer Nick Konstantoglou, der die Stücke unter dem Namen KickBand veröffentlichte. Der Soundtrack enthält 25 Stücke mit einer Gesamtlänge von 60 Minuten und erschien auf Bandcamp.
1. What will you find? [01:42]
2. How it begins [03:28]
3. Connecting Memories 01:01
4. Cerebral Ambience [03:43]
5. Konstantinos Karagiannis - Main Menu Theme [00:44]
6. The Cell [04:48]
7. Alone Together [01:00]
8. His Dream [03:03]
9. Rejecting Reality [01:27]
10. Not Home [02:26]
11. Not Me [01:06]
12. Memory Clock [01:24]
13. Chapter 3 [02:15]
14. Erik Satie - Gymnopedie [02:38]
15. Books [02:48]
16. Nothing [01:05]
17. Bad Plans [03:19]
18. Field Ambience [02:22]
19. Returning [02:05]
20. The Bar (do you like it?) [02:04]
21. Books (reprise) [03:21]
22. Searching [03:23]
23. Traveling without moving [02:32]
24. Alley [03:36]
25. Part of the truth [02:25]

## Rezeption
Lost Echo erhielt gemischte bis positive Bewertungen. Die Rezensionsdatenbank Metacritic aggregiert 10 Rezensionen zu einem Mittelwert von 71.
Auf Adventure Gamers erhielt es 4,5 von 5 Sterne, Randall Rigdon zu dem Spiel: „Lost Echo ist eine weit gefasst, innovative Erfahrung und genau so, wie ein iOS-Abenteuer sein sollte.“ IndieGames schrieb über das Spiel: „Ich kann nicht anders, als absolut und völlig begeistert zu sein.“ 148Apps vergab 4,5 von 5 Sternen und schrieb: „Das ist ein Pflichtkauf für jeden, der Sci-Fi, Mystery oder generell Adventurespiele mag.“ Jillian Wernen von Gamezebo schrieb über das Spiel: „[…] obwohl die Handlung im finale Akt ein wenig hakt und die Charaktere sich nie besonders abheben, ist das Drumherum und das Abenteuer eine Spielerfahrung wert. Greg mag nicht der tollste Protagonist sein, den man je in Adventuerspielen gesehen hat, aber seine Welt und deren Herausforderungen sind schön, fesselnd und verdienen es, erkundet zu werden.“